# Hellmuth Christian Wolff
Hellmuth Christian Wolff (Zurigo, 23 maggio 1906 – Lipsia, 1º luglio 1988) è stato un compositore e musicologo tedesco.

## Biografia
Iniziò lo studio della musica a Berlino e poi a Kiel insegnando poi a Lipsia dal 1954 al 1971. Egli è particolarmente noto per le sue numerose pubblicazioni sulla storia dell'opera lirica ed in particolare sull'opera barocca. Anche di interesse, sono i suoi scritti sugli aspetti visivi della musica che lo hanno portato a studiare iconografia, e in particolare storia pittorica dell'opera.
La reputazione di Wolff si basa sulle sue numerose pubblicazioni, piuttosto che sulle sue composizioni che sono state raramente eseguite. Ha composto quattro opere: Der kleine und der grosse Klaus (1931, riveduta nel 1940), Die törichten Wünsche (1943), Der Tod des Orpheus (1947), e Ich lass 'mich scheiden (1950). Compose anche un balletto e diversi lavori per orchestra e orchestra da camera. Negli ultimi anni della sua vita si dedicò anche alla pittura.